# جاكو بيج
الفريق جوناثان ديفيد «جاكو» بيج (بالإنجليزية: Jonathan David "Jacko" Page)‏ (ولد 25 فبراير 1959 في نورتش، إنجلترا) ضابط في الجيش البريطاني.

## النشأة
ولد في نورتش في مقاطعة نورفك شرق إنجلترا في 25 فبراير 1959.

## المسيرة العسكرية
عين بيج في فوج المظليين في عام 1981. في عام 1989 قاد سرب مدرع من الحراس الاسكتلنديين ونشر في الشرق الأوسط لعملية غرانبي ضمن المساهمة العسكرية البريطانية في حرب الخليج الثانية.
بالإضافة إلى عمله في وزارة الدفاع فقد شغل منصب رئيس أركان لواء المشاة الرابع والعشرين ومع قوة الأمم المتحدة للحماية في سراييفو عاصمة البوسنة والهرسك. تولى قيادة لواء الاعتداء الجوي السادس عشر في ديسمبر 2002 التي نشر كجزء من عملية تيليتش والمساهمة البريطانية في غزو العراق عام 2003.
في 1 مايو 2007 حل محل اللواء الهولندي تون فان لون قائدا للقيادة الإقليمية الجنوبية في أفغانستان لمدة ستة أشهر. كان قائد قوات الحلف الأطلسي للمساعدة الدولية لإرساء الأمن في جنوب أفغانستان حيث وقعت بعض العمليات القتالية الأكثر كثافة ضد طالبان. ثم في عام 2008 تم تعيينه ضابطا عاما يقود الفرقة السادسة (مقر جديد للشعبة مقره في يورك) وفي عام 2009 عين مديرا للقوات الخاصة. عين قائد قوة التطوير والتدريب في فبراير 2012 برتبة فريق.
تم تعيين بيج رفيق آمر الطريق مع مرتبة الشرف في 2009 ضمن تكريمات السنة الجديدة.